# Kalendrier des bergiers
Le Kalendrier des bergiers est un almanach en français imprimé par le parisien Guy Marchant le 2 mai 1491, et dont l'édition princeps est conservée à la bibliothèque Mazarine de Paris. À la fin de l'année 1491, Marchant publie une première version augmentée appelée Compost et kalendrier des bergiers, rééditée en 1493 dans une version définitive, et le Compost et kalendrier des bergeres, un autre complément imprimé en 1499, conservés à la Bibliothèque nationale de France.
Destiné à un public laïc et assez aisé pour acheter un livre illustré par des gravures sur bois, le Kalendrier est édité une quarantaine de fois en français jusqu'à la Révolution française. Son succès d'imprimerie est confirmé par de nombreuses traductions en langues étrangères, et l'ouvrage connaît plusieurs versions d'auteurs et d'imprimeurs différents.

## Auteur et contexte d'écriture
Guy Marchant est un prêtre-imprimeur français du XVIe siècle. On attribue à Marchant plus de 190 incunables publiés entre 1482 et 1509. Marchant imprime la moitié de ses livres en latin pour l'université de Paris, mais il est surtout connu pour ses livres illustrés en français. 
Le Kalendrier des bergiers est composé à une époque où les personnages du berger et de la bergère sont très populaires dans la littérature (poèmes, hagiographies, pastourelles) et les pièces à mystères. Le Bon Berger, écrit par Jean de Brie en 1379, est un traité toujours en vogue sur l'élevage des ovins. Le berger jouit de la réputation d'avoir été élu parmi les « hommes de bonne volonté » afin de contempler la naissance de Jésus à Bethléem, d'après l’Évangile selon Luc. C'est un homme pragmatique par une grande proximité avec la terre, et possédant des connaissances astronomiques, astrologiques et météorologiques.

## Composition

### Kalendrier des bergiers
Bien que majoritairement en français, certains passages sont en latin. Le court prologue donne la parole à un berger, qui devient fictivement l'auteur de l'ouvrage, et la composition du Kalendrier de 28 feuillets est annoncée dès la page de titre :

« La première [chose] est [la] connaissance que les bergers ont des ciels, des signes des étoiles, des planètes, de leurs cours mouvements et propriétés. La seconde est des fêtes immobiles et mobiles, du nombre de lunes nouvelles et entièrement de tout ce qui est obtenu en la science du compost. La tierce est de l'almanach des quatre complexions de se régir et gouverner selon que les saisons requièrent pour vivre sainement, joyeusement et longuement. »

— Guy Marchant, Kalendrier des bergiers, Paris, 1491, fo a.i.
L'astrologie a une place importante, le prologue indique que les corps célestes jouent un rôle important sur l'espérance de vie. L'enseignement cosmologique, basé sur les manuels universitaires tel que le De Sphaera de Jean de Sacrobosco, est résumé en une dizaine de paragraphes simples et clairs, avec plusieurs approximations et erreurs. Le calendrier en latin a des gravures sur la gauche de chaque page, illustrant le mois par une figure et un texte en vers français exprimant ses caractéristiques, les fêtes des principales fêtes religieuses et les signes zodiacaux. La troisième partie discute des éclipses solaires et lunaires, des sept planètes du Système solaire, des propriétés des astres sur la santé et l'efficacité des remèdes, et des conseils diététiques saisonniers tirés du Régime du corps d’Aldebrandin de Sienne.
Le Kalendrier est réédité en septembre 1497 dans le format in-quarto avant de retrouver son format in-folio en 1500. En 1497 à Genève, Jean Belot, publie Le Grand Calendrier des bergiers, et Gaspard Philippe publie une autre édition à Paris.

### Compost et kalendrier des bergiers
Dans la seconde édition de la fin de l'année 1491, Guy Marchant double la taille de l'ouvrage, qui fait 54 feuillets. Celui-ci possède deux prologues et est divisé en cinq grandes parties. Le Compost commence par une exposition et un commentaire du Pater Noster et d'autres importants textes religieux. Le calendrier est cette fois en français et la liste des saints est complète. Le régime saisonnier est précédé d'une note anatomique et sémiologique. L'astronomie et l'astrologie sont placées en quatrième et une dissertation sur les étoiles fixes est ajoutée. La dernière partie est sur la physiognomonie. Dans l'édition de 1493, le Compost atteint 90 feuillets. La première partie regroupe le calendrier et les éclipses ; la seconde est un traité sur les vices et la description des peines de l'enfer ; la troisième reprend les commentaires sur les textes religieux et ajoute plusieurs développements didactiques. La quatrième partie est assez hétéroclite : ce qu'elle dit sur la santé est la même que l'édition précédente, mais elle est suivie par des sections astronomiques, astrologiques, physiognomoniques, poétiques et religieuses. Elle met l'accent sur l'édification morale et a un enseignement très savant ; Simon de Phares s'est inspiré de la reproduction d'un poème sur la météorite d'Ensisheim pour attribuer la prédiction de sa chute à un prétendu voyant. La dernière section sur la religion est constituée de prière, de reproductions de passages bibliques ou de grands auteurs sacrés, comme Augustin d'Hippone ; supprimée dans une édition de juillet 1493, elle est à nouveau dans une édition de janvier 1497.

### Compost et kalendrier des bergeres
Composé de 68 feuillets, il ne s'agit pas vraiment d'une version féminine des ouvrages précédents, mais de montrer que la culture attribuée aux bergères est complémentaire à celle attribuée aux bergers. Si elle est plus récréative et dévote, elle est beaucoup plus poussée sur la scolastique. Les héroïnes  sont Sebille et Bietrix, deux bergères installées à Paris, dialoguant sur divers sujets. Guy Marchant y reproduit la Danse macabre des femmes, seconde partie d'un livre qu'il avait publié en 1486. Les passages du Traité de l’espere de Nicole Oresme sont doublés par rapport aux éditions de 1493 et des passages techniques sont plus détaillés.

## Public de l'œuvre
Le Kalendrier est un in-folio ayant pour but la vulgarisation de la religion et l'édification morale de ses lecteurs, des laïcs aisés et urbains, mais plusieurs propriétaires semblent avoir été des clercs. Parmi les possesseurs connus d'un exemplaire du Kalendrier à la fin du XVIe siècle, approximativement le tiers était des aristocrates parisiens. Une copie manuscrite du Kalendrier, tirée des éditions de 1491 et de 1493, est retrouvée en 2010, elle appartenait à une riche personne laïque.
Vingt-cinq incunables du Compost et kalendrier des bergers sont parvenus jusqu'au XXIe siècle, dont vingt-trois sur papier et deux sur vélin. Ces derniers, datés d'avril 1493, sont enluminés ; l'un fut offert au roi de France Charles VIII par l'imprimeur Antoine Vérard, qui a préalablement effacé le nom de Guy Marchant du colophon pour y apposer ses initiales. L'édition des bergeres appartenait à une dame de petite noblesse nommée Béatrice de Maly, morte le 15 août 1506 à La Roche, près de Morlaix (Bretagne) ; la seule réédition connue de l'ouvrage est en 1505.
Avec le temps, des éditions avec des gravures sur bois plus grossières voient le jour à Lyon dès 1502 et à Troyes (1497, 1503, 1510, 1529 et 1541). Le Kalendrier, sous différentes versions, entre dans la Bibliothèque bleue et la littérature de colportage, distribuée à un public plus modeste et proche des bergers donnant leur nom à l'ouvrage.

## Gravures
Les gravures sont très nombreuses dans les ouvrages, presque chaque page en possède une. Celles des supplices des sept péchés capitaux du Compost de 1491 serviront d'inspiration à Antoine Vérard pour une édition de l'Art de bien vivre et de bien mourir (1492), ainsi que plausiblement pour la fresque du Jugement dernier de la cathédrale d’Albi, datée des années 1493-1503.